# ダジュアン・サマーズ
ドゥワン・マイケル・サマーズ（DaJuan Michael Summers、1988年1月24日 - ）は、アメリカ合衆国のプロバスケットボール選手。メリーランド州ボルティモア出身。ポジションはスモールフォワード/パワーフォワード。

## 来歴

### 高校卒業まで
メリーランド州ボルチモアのマウント・ロイヤル地区（Mt. Royal）で育つ。
2006年にメリーランド州オーウィングス・ミルズにある私立学校マクドノー・スクール（McDonogh School）を卒業する。2年生時には平均20ポイント、11リバウンドを記録しボルティモア・シティー・プレイヤー・オブ・ザ・イヤーを獲得した。

### 大学時代
ワシントンD.C.にあるジョージタウン大学に進学。ここでスモールフォワードとしてプレーする。ジョージタウン・ホーヤーズはビッグ・イースト・カンファレンスに所属する強豪であり、パトリック・ユーイングを輩出している。

### NBA
2009年、デトロイト・ピストンズからドラフト35位で指名されて入団した。ピストンズでは66試合に出場、1試合平均9.2分出場し、3.2得点、1リバウンドをあげた。2011年7月、イタリアのシエナを本拠地とするセリエAのメンズ・サーナ・バスケットと2年契約を結んだが4試合に出場しただけで10月に退団、ニューオーリンズ・ホーネッツと契約を結んだが2012年2月チームからウェーバーされた。以降は海外リーグなどでプレーしている。

### 現在
2018年9月、日本の琉球ゴールデンキングスと正式な契約締結に至らなかった。